# Tarek Adamski
Tarek Adamski (* 24. März 1996 in Wien) ist ein österreichischer Radiomoderator. Er arbeitet beim Hitradio Ö3.

## Leben
Tarek Adamski wurde am 24. März 1996 geboren und lebt in Wien. Er besuchte unter anderem die Privatschule „De La Salle“ Fünfhaus in Wien. Seine Ausbildung machte er im Technologischen Gewerbemuseum in Wien. In der FHWien der WKW machte er von 2016 bis 2019 sein Bachelor in Communication & Media Studies, von 2019 bis 2021 in Journalismus und New Media.
Im Jahr 2014 arbeitete er bei Editoral Trainee (98.8 KISS FM), einem Radiosender in Berlin. Bis 2015 war er noch bei RADIO ENERGY tätig. Ab 2015 war er beim Hitradio Ö3 als Radiomoderator tätig. Beim Hitradio Ö3 moderierte er anfangs die Ö3-Wunschnacht, später Sendungen wie Treffpunkt Liebe usw., Treffpunkt: Podcast, Die Ö3-Hitnacht, Ö3 Austria Top 40, Der Countdown ins Wochenende und ö3x.
Am 31. August 2022 moderierte Adamski seine letzte Ö3-Sendung und gab seinen Abschied vom Sender bekannt. Im September 2022 wechselte er zur Social-Media-Plattform Tiktok, für er bis 2024 tätig war, ehe er im Juli 2024 zum Hitradio Ö3 zurückkehrte.